# Arc du Carrousel
Arc de Triomphe du Carrousel – łuk triumfalny w Paryżu. Znajduje się na Place du Carrousel, niedaleko Luwru.

## Historia
Łuk został zaprojektowany na zlecenie cesarza Napoleona przez Charlesa Perciera i Pierre'a Fontaine'a i był wzorowany na łuku Konstantyna w Rzymie. Upamiętnia on wojskowe i dyplomatyczne zwycięstwa Napoleona, m.in. bitwę pod Austerlitz, poddanie Ulm, pokój w Preszburgu i traktaty tylżyckie.
Budowę przeprowadzono w latach 1806–1808. Początkowo na szczycie łuku były ustawione cztery konie z fasady weneckiej bazyliki świętego Marka, ale zostały zwrócone Wenecji w 1815 roku i zastąpione przez kwadrygę zaprojektowaną przez François Bosio. Po obu stronach kwadrygi stoją rzeźby zwycięstwa.